# Utavi (Pocoata)
Utavi (auch: Utavi Ayllu Chacaya) ist eine Streusiedlung im Departamento Potosí im südamerikanischen Andenstaat Bolivien.

## Lage im Nahraum
Utavi ist eine Ortschaft im Kanton Campaya im Municipio Pocoata in der Provinz Chayanta. Die Ortschaft liegt auf einer Höhe von 4002 m zwischen den südlichen Ausläufern der Cordillera Azanaques und der mittleren Cordillera Central.

## Geographie
Utavi liegt im zentralen westlichen Abschnitt der bolivianischen Cordillera Central, die sich als Teil der östlichen Anden-Kette zwischen dem Altiplano im Westen und dem bolivianischen Tiefland im Osten erstreckt. Das Klima der Region ist ein typisches Tageszeitenklima, bei dem die mittleren Temperaturen im Tagesverlauf stärker schwanken als im Jahresverlauf.
Die Jahresdurchschnittstemperatur im langjährigen Mittel liegt bei etwa 4 °C (siehe Klimadiagramm Colquechaca), die Monatswerte bewegen sich zwischen 0 °C im Juni/Juli und 6 °C von November bis Januar. Die jährliche Niederschlagsmenge beträgt 460 mm, von Mai bis August herrscht eine Trockenzeit von monatlich weniger als 5 mm Niederschlag, während die Niederschlagshöhe im Januar und Februar etwa 100 mm erreicht.

## Verkehrsnetz
Utavi liegt in einer Entfernung von 153 Straßenkilometern nördlich von Potosí, der Hauptstadt des gleichnamigen Departamentos.
Von Potosí aus führt die Nationalstraße Ruta 1 in nördlicher Richtung über Tarapaya, Yocalla und Cruce Culta weiter nach Oruro, El Alto, der Nachbarstadt von La Paz, und nach Desaguadero am Titicacasee.
In Cruce Culta (früher: Ventilla) biegt eine asphaltierte Landstraße von der Hauptstraße in nördliche Richtung ab, von dieser zweigt nach fünfzehn Kilometern nach Nordwesten eine unbefestigte Landstraße ab, die nach Durchqueren des Río Arco über Uluchi, Bombori und Bandurani nach Vila Vila führt, wo sie auf die derzeit noch unbefestigte Ruta 32 von Crucero nach Pocoata trifft. Von Vila Vila aus sind es noch einmal drei Kilometer nach Nordosten bis Utavi.

## Bevölkerung
Die Einwohnerzahl der Ortschaft ist in dem Jahrzehnt zwischen den beiden letzten Volkszählungen um etwa zehn Prozent angestiegen:
| Jahr | Einwohner         | Quelle       |
| ---- | ----------------- | ------------ |
| 1992 | keine Detaildaten | Volkszählung |
| 2001 | 180               | Volkszählung |
| 2012 | 204               | Volkszählung |
| 2024 |                   | Volkszählung |

Die Region weist einen deutlichen Anteil an Quechua-Bevölkerung auf, im Municipio Colquechaca sprechen 78 Prozent der Bevölkerung Quechua.